# Raoof Haghighi
Raoof Haghighi je všestranný umělec samouk, který se účastnil více než 45 skupinových a 40 sólových představení ve Spojených státech, Francii, Íránu a Spojeném království.
Je znám především znám jako hyperrealistický malíř. Většina jeho děl jsou olejomalby na plátně a vyjadřují autorův vztahu ke kulturním tradicím a k dnešnímu měnícímu se světu. Ve svých dílech často kombinuje současné ideje s tradičními technikami.
Raoofovy malby se nacházejí v mnoha soukromých sbírkách po celém světě, zejména tedy v Íránu, USA, Francii a Velké Británii.